# Saint-Dizier-Leyrenne
Saint-Dizier-Leyrenne is een plaats en voormalige gemeente in het Franse departement Creuse in de regio Nouvelle-Aquitaine en telt 867 inwoners (2004). De plaats maakt deel uit van het arrondissement Guéret.

## Geschiedenis
Saint-Dizier-Leyrenne fuseerde op 1 januari 2019 met Masbaraud-Mérignat tot de commune nouvelle Saint-Dizier-Masbaraud.

## Geografie
De oppervlakte van Saint-Dizier-Leyrenne bedraagt 47,5 km², de bevolkingsdichtheid is 18,3 inwoners per km². Bij Saint-Dizier-Leyrenne stroomt het riviertje de Leyrenne in de Thaurion.
De gemeente omvatte, naast de hoofdplaats, de hoofdplaats Baloumier, Bechat, Bellefaye, Bost-de-Ville, Bourdaleix, La Brégère, Champroy, La Chaumette, Chauverne, Cornat, Les Filloux, Font-Léon, Forgeas, Les Grands-Bois, Les Granges, Jalinoux, Les Jarges, Las-Champs, Las-Vias, Lavalette, Lavilatte of La Villatte, Lécurette, Mameix, Masbeau, La Mazère, Montabarot, Montarichard, Monteil, Moulin-Cardeau, Murat of Murat-la-Rabe, Planchat, Pommerol, Pommier, Pradeix, Rapissat, Teillet, Ville.
De onderstaande kaart toont de ligging van Saint-Dizier-Leyrenne met de belangrijkste infrastructuur en aangrenzende gemeenten.

## Demografie
Onderstaande figuur toont het verloop van het inwonertal.